# Slaget vid Domstadtl
Slaget vid Domstadt, även skrivet Domstadt, tjeckiska Domašov, var ett slag mellan Österrike och Kungariket Preussen i den mähriska byn Domašov nad Bystřicí under sjuårskriget den 30 juni 1758, som kom efter en mindre skärmytsling vid Guntramovice (Gundersdorf) den 28 juni. Österrikarna, kommenderade av generalmajor Ernst Gideon von Laudon och generalmajor Joseph von Siskovits, attackerade och förstörde en försörjningkonvoj som skulle till den preussiska armén som belägrat Olomouc (Olmütz). Den österrikiska segern räddade staden och den preussiske kungen Fredrik den store blev tvungen att lämna Mähren.

## Preussens invasion av Mähren
Fredrik den stora invaderade Mähren i början av maj 1758 och belägrade fästningsstaden Olomouc. Den hoppades att den österrikiska armén skulle komma för att hjälpa fästningen och att preussarna skulle slå dem i ett stort slag på en plats de själva fick välja. Om inte, så skulle han erövra fästningen och använda den som bas för att försvara Schlesien och öka pressen på Wien. 
Den österrikiske fältmarskalken Leopold Josef Daun kände igen den preussiska arméns styrkor och försökte att undvika ett sista slag. Istället valde österrikarna att blockera försörjningarna till preussarna och påföra dem skada i mindre skärmytslingar. De som försvarade fästningen i Olomouc kämpade även tappert och försvarade den mycket längre än vad Fredrik hade väntat. I juni var det precis innan fästningen föll och försvarsmuren hade blivit spolierad av kanonerna på två olika platser, men preussarna behövde försörjningar för att kunna fortsätta striden.

## Konvojen
Fredrik var rädd att många små, separata konvojer skyddade av små styrkor skulle vara ett lätt byte för österrikarna och valde därför att satsa på en stor konvoj eskorterat av en stor styrka han valde att skicka. Försörjningarna i konvojen halades i Schlesien och mot slutet av juni kom dem till Mähren.
Konvojen var så stor att det inte var något chans för dem att hålla den hemlig. Den bestod av omkring 4 000 vagnar lastade med militärt material och omkring 2 500 kossor. När konvojen var i gång sträckte den sig 45 km från första till siste vagn. 
Konvojen eskorterades av 10 870 soldater, kommenderat av oberst Wilhelm von Mosel. Den starkaste delen var troligtvis kavalleriet, som bestod av 1 341 man, och i tillägg hade den åtta infanteribataljoner, som bestod av nya rekryter eller tidigare skadade veteraner. 
Så snart fältmarskalk Daun fick reda på konvojen valde han att förstöra den. Uppdraget gavs till Ernst Gideon von Laudon och Joseph von Siskovits.

## Slaget

### Guntramovice

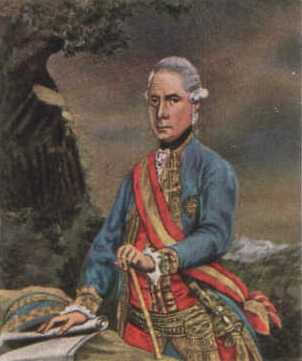
Ernst Gideon von Laudon. Slaget i Guntramovice och Domašov var en av hans största stora segrar. Senare befordrades han till fältmarskalk.

Laudon väntade på fienden vid Guntramovice, en liten by i norra Mähren. Siskovits, som gick vilse i skogarna, skulle komma två dagar senare. Detta var ett rätt stort problem för Laudon, ty hans fyra infanteribataljonerna, ett regemente av dragonar, ett regemente av hussarar, ett artilleribatteri och en trappa av gränsvakter endast utgjorde totalt 6 000 man. Trots detta valde han att anfalla preussarna ty Olomouc var nära och det inte var tid att vänta. Den visste även att fem bataljoner med 20 000 preussiska soldater kommenderade av generallöjtnant Hans Joachim von Zieten var på väg till konvojen för att hjälpa Mosel. 
Konvojen nådde Laudon den 28 juni tidigt på morgonen. Österrikarna började att skjuta på de första vagnarna. En preussisk bataljon kämpade sig fram för att hitta fiendens styrka, även om de blev slagna av det österrikiska artilleriet. Preussarna satte även upp artilleribatteri på deras sida av vägen och började att skjuta. De försökte att attackera de österrikiska ställningarna i den kuperade terrängen ett flertal gånger, fast blev tillbakatvingade varje gång. Efter drygt fem timmar fick preussarna övertaget på slagmarken och Laudon gav order om att dra mannarna tillbaka mot Moravský Beroun, som de klarade utan problem, ty Mosel inte hade nog kavalleri att jaga efter. 
Fastän Laudon förlorade slaget och inte klarade av att förstöra konvojen, hade han mindre förluster än preussarna. Det viktigaste han uppnådde var likväl tid. Historiker tror att preussarna hade haft en chans om dem hade offrat några av de utspridda vagnarna och gått mot Olomouc med en gång. Varken Mosel eller Zieten, som nådde fram till konvojen flera timmar efter slaget, visste om att Siskovits närmade sig och valde därför att använda tid på att omarrangera konvojen och reparera några skador. De fortsatte 30 juni, tidigt på morgonen. 

### Domašov

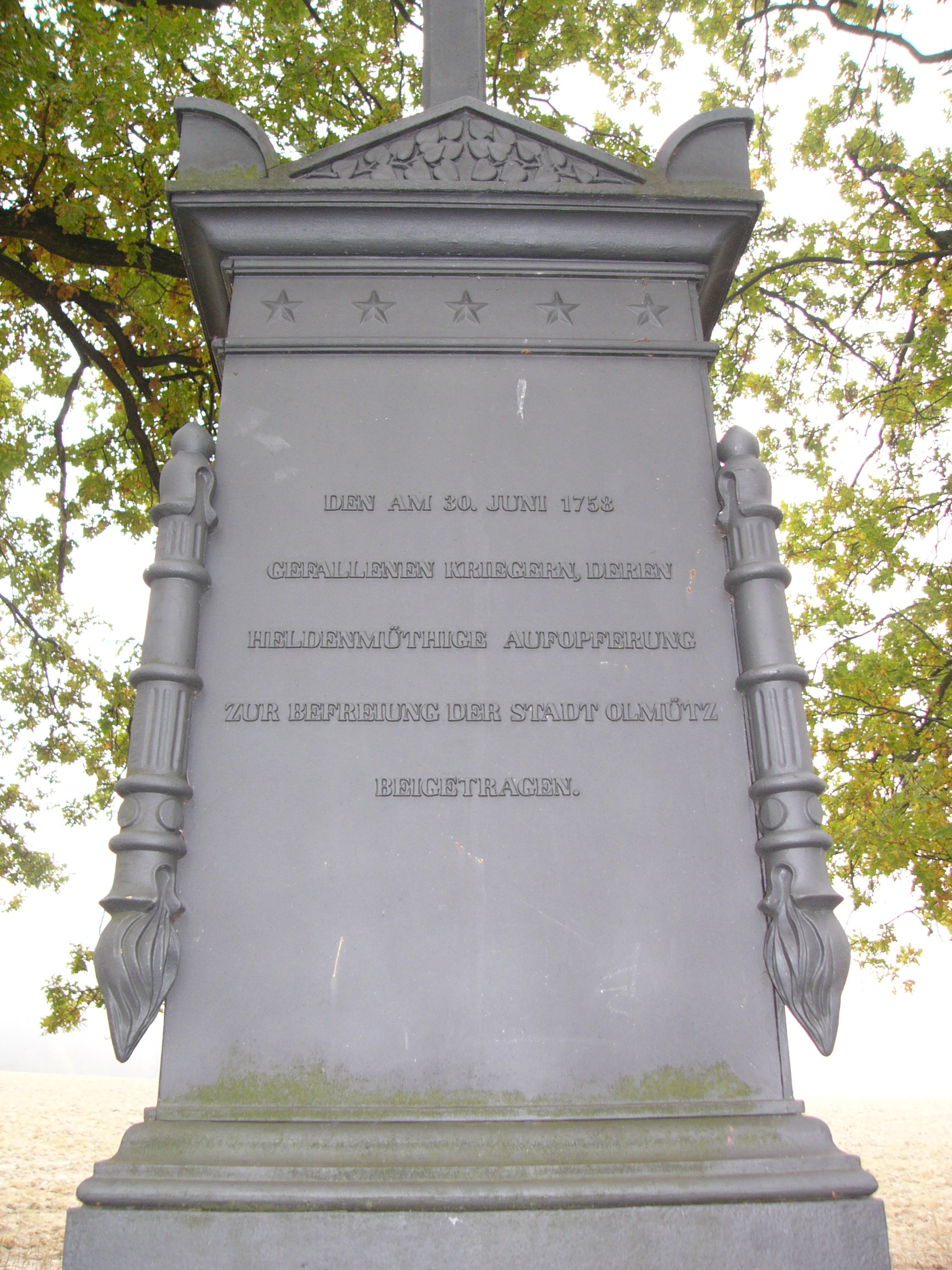
Skrift på minnesmärket på tyska:
Den 30 juli 1758
till fallna krigare, vars tappra dåd
hjälpte att befria
staden Olomouc
.

Samtidigt gjorde österrikarna sig klara för en ny attack. De valde en öppen plats mellan Domašov nad Bystřicí och Nová Véska, som omgavs av åsar och skogar, ideellt för ett kvarhåll.
Siskovits soldater kom först fram och väntade på fienden i skogen på vänster sida av vägen. Laudon skulle komma från Moravský Beroun senare, mitt under striden och anfalla från motsatt sida, och sådant skapade kaos hos de preussiska soldaterna. 
Först kom förtruppen på 4 850 soldater och 250 vagnar, men Siskovits låter dem gå. Det österrikiska artilleriet började striden då huvuddelen av konvojen passerade, som skapade stort kaos hos vagnarna. Siskovits infanteri kämpade hårt mot preussarna, trots att de var tre gångar färre, och då Laudon kom fram på andra sidan var slaget så gott som bestämt. Efter sju timmar hade den preussiska konvojen blivit utslätad. 

### Förluster
Fastän österrikarna hade omkring 12 000 soldater, förlorade de bara omkring 600 man i både Guntramovice och Domašov. Den preussiska förlusten var mycket högre, fastän olika källor ger olika tal. Österrikarna påstod att det var omkring 2000 dödade, skadade eller saknade och 1 450 fångade (bland annat general Puttkamer och 40 andra officerare), medan preussarna bara uppgav 2 701 dräpta, skadade, samlade och fångade soldater, fast erkände att det var svårt att räkna de noggrant då soldaterna var helt spridda efter slaget. 
Segerherrarna tog även 2 200 hästar, mycket kossor och mycket av materialet. Då många av vagnarna förstördes under slaget brände de allt dem inte klarade att ta med sig. En del av ammunitionen sprängdes i luften för att fira segern. En del av bytet var två miljoner preussiska thaler (enligt andra källor en miljon), men de österrikiska kommendörerna lät soldaterna få hälften och gav resten till staten. 
Endast 250 av förtruppens vagnar klarade sig, fast några av dessa tillfångatogs av kroatiska soldater i närheten av Svatý Kopeček, bara några få kilometer norr om Olomouc och som följd av detta nådde bara 100-200 fram till destinationen. 

## Följder
Följderna slaget fick underskattas stundom. De mänskliga förlusterna på varje sida var inte så stora som i andra slag på den tiden, men den viktigaste faktorn var de stora förnödenheterna som gick förlorade och inte nådde fram till preussarna. Denna förlust var en stor medverkande orsak till att Fredrik gav upp belägringen av Olomouc. Nederlaget chockade preussarna. Då Daun slutligen kom för att hjälpa Olomouc, tvingades preussarna att överge staden, då de saknade ammunition. De drog sig tillbaka till Böhmen. Slagen i Guntramovice och Domašov var vändpunkten i striden om Mähren.
Ett minnesmärke vid namn "Det svarta korset" byggdes nordöst om Domašov 1858, hundra år efter slaget. Det finns även ett minnesmärke för de dräpta soldaterna i slaget sydost om Guntramovice.